# Von den achtzehn Soldaten
Von den achtzehn Soldaten (Originalschreibweise: Von den achtzehen Soldaten) ist ein Märchen. Es steht in Johann Wilhelm Wolfs Deutsche Hausmärchen an Stelle 4.

## Inhalt
Ein Sergeant, ein Korporal, ein Tambour und 14 gemeine Soldaten desertieren. Ihr Feldwebel will erst nicht, dann kommt er doch mit. Als sie kein Geld haben, prellen sie einem Wirt die Zeche. Der schickt sie aus Bosheit in einen Berg, aus dem keiner wiederkam. Drinnen ist hinter drei Zugbrücken ein schönes Schloss mit Essen, Betten, frischer Kleidung. Dann kommt von Tag zu Tag zu jedem eine Prinzessin, sie sollen sie erlösen. Dem Letzten wird es zu lange, er läuft weg, an der Zugbrücke wird ihm vom Teufel der Hals gebrochen. Sie brauchen einen Ersatz, gehen wieder zu dem Wirt, der erkennt sie nicht, und werben einen Handwerksburschen mit 200 Dukaten. Die Wirtin sieht das Gold, schickt ihren Mann hinterher und kommt selbst nach, der Teufel bricht beiden den Hals. Die 18 Soldaten müssen nachts mit ihren Frauen still liegen, da ist alles erlöst.

## Herkunft
Der Titel Von den achtzehen Soldaten ist bei Wolf mit einem Sternchen (*) versehen, was laut seiner Vorrede anzeigt, dass Wilhelm von Ploennies den Text ausarbeitete. Es entstammt wohl Soldatenträumen vom Desertieren, wie vorangehendes Die Prinzessin von Tiefenthal, Die zwölf Brüder und andere. Besondere Parallelen hat das ausführlichere Die dreizehn verwünschten Prinzessinnen. Feldwebel, Sergeant, Korporal sind militärische Ränge, der Tambour schlägt die Trommel. Dukaten sind Goldmünzen.